# 2026年FIBA女子バスケットボール・ワールドカップ
2026年FIBA女子バスケットボール・ワールドカップは2026年9月4日から13日にドイツの首都ベルリンで開催される予定の第20回FIBA女子バスケットボール・ワールドカップである。
今大会は2028年ロサンゼルスオリンピックのバスケットボール競技の予選を兼ねている。

## 開催国決定
ドイツの開催は2023年4月28日フィリピンで行われた中央評議会で開催が決定。独での開催は1998年以来。

## 予選
開催国のドイツと各大陸大会の優勝チーム(4)は出場権を獲得。残り11チームは2026年3月の世界予選大会で決定する。世界予選大会は大陸大会の上位チーム(22)と予備予選を勝ち抜いた2チームの計24チームが出場(ドイツと大陸大会優勝チームを含む)し、4つのグループに分かれて行う。各グループの上位4チームが本戦に出場する。
(大陸別出場枠)
- 2025年FIBA女子アフロバスケット - 4チーム
- 2025年FIBA女子アメリカップ - 6チーム
- 2025年FIBA女子アジアカップ - 6チーム
- 2025年FIBA女子ユーロバスケット - 6チーム(本大会開催国ドイツを含む)
- 予備予選通過2チーム(ハンガリー、チェコ)

。

## 会場
| Berlin             | Berlin                       | Berlin |
| ウーバー・アレーナ | マックス・シュメリング・ハレ | Berlin |
| Capacity: 14,500   | Capacity: 8,500              | Berlin |
|                    |                              | Berlin |